# Plitvički Vrh
Plitvički Vrh este o localitate din comuna Gornja Radgona, Slovenia, cu o populație de 168 de locuitori.